# Swakopmund
Swakopmund (tiếng Đức nghĩa là "miệng của Swakop") là một thành phố ven biển phía tây bắc Namibia, 280 km (175 dặm) về phía tây của Windhoek, thủ đô của Namibia. Đây là thủ phủ của Vùng hành chính Erongo. Là một khu nghỉ mát bên bờ biển, thời tiết lạnh hơn ở đây vào tháng 12 đến tháng 1 (những tháng mùa hè Namibia) do đó các chính quyền lãnh thổ di chuyển đến Swakopmund cho những tháng này. Thành phố có dân số 42.000 dân và 193 km2 đất.
Swakopmund là một khu nghỉ mát bãi biển và một ví dụ của kiến trúc thuộc địa Đức. Nó được thành lập vào năm 1892 cũng là cảng chính cho Tây Nam Phi thuộc Đức, và một phần khá lớn dân số nói tiếng Đức ngày nay.
Thành phố này nằm trên đường B2 và tuyến đường sắt xuyên Namib từ Windhoek Walvis Bay. Thành phố cũng có sân bay Swakopmund.
Các tòa nhà trong thành phố bao gồm nhà tù Altes Gefängnis, được thiết kế bởi Heinrich Bause vào năm 1909. Wörmannhaus, được xây dựng vào năm 1906 với một tháp nổi tiếng, bây giờ là một thư viện công cộng.